# Meerlo-Wanssum
Meerlo-Wanssum (phát âmⓘ) là một đô thị ở đông nam Hà Lan.

## Các trung tâm dân cư
- Blitterswijck
- Geijsteren
- Meerlo
- Swolgen
- Tienray
- Wanssum